# 袁黄纪念馆
袁黄纪念馆又名了凡纪念馆，是纪念曾任宝坻知县的明代思想家袁黄的纪念馆，位于天津市宝坻区天津广播电视大学宝坻分校内。2017年5月16日，建成开馆，并向公众免费开放。2018年11月6日，成为天津市家教家风创新实践基地。2019年1月15日，成为天津市爱国主义教育基地。

## 开放事宜

### 开放时间
每周二、四、六上午9：00—12：00

### 费用
免费

### 讲解预约
电话：022-29241238

## 相关页面
袁黄